# تری بنزل
تری سی. ویکرز بنزل (به انگلیسی: Terry Benzel) (متولد ۱۹۵۶) دانشمند رایانه آمریکایی است که متخصص در بسترهای آزمایشی برای تحقیقات امنیت رایانه است. او در مؤسسه علوم اطلاعات دانشگاه کالیفرنیای جنوبی به عنوان مدیر بخش امنیت شبکه و سایبری آن کار می‌کند. او همچنین به عنوان یک دانشمند پژوهشی به مدرسه تجارت مارشال یواس‌سی وابسته است.

## تحصیلات و حرفه
بنزل در ۱۷ نوامبر ۱۹۵۶ در لنسینگ، میشیگان، جایی که پدرش دانشجوی کارشناسی ارشد بود، به دنیا آمد. پدر و مادرش طلاق گرفتند و او در کودکی اغلب نقل مکان می‌کرد. او به عنوان دانش آموز کلاس ششم در لیتونویل، کالیفرنیا، جایی که مادرش در یک کمون زندگی می‌کرد، به ریاضیات علاقه پیدا کرد. او به دبیرستان در لاگونا بیچ، کالیفرنیا و پالو آلتو، کالیفرنیا رفت و در مقطع کارشناسی در کالج فوتهیل و دانشگاه کالیفرنیا، سانتا کروز، قبل از انتقال به دانشگاه بوستون در یک برنامه ترکیبی لیسانس/کارشناسی ارشد در ریاضیات، به تحصیل در رشته ریاضیات پرداخت. او با اعتبار پروفسور دانشگاه بوستون، هاروی دیتل، علاقه خود را از ریاضیات به علوم رایانه تغییر داد.
بنزل به عنوان دانش‌آموز دبیرستانی در پالو آلتو، در حدود سال ۱۹۷۳ در مرکز تحقیقات ایمز ناسا کار می‌کرد و زمانی که در دانشگاه بوستون بود، در آزمایشگاه دریپر در بوستون شروع به کار کرد، ابتدا به عنوان برنامه‌نویس رایانه و بعداً روی الگوریتم‌های تشخیص تصاویر موازی کار کرد. او برای ادامه تحصیل در دانشگاه بوستون برای دکترا درخواست داد و در این برنامه ثبت نام کرد، اما در نهایت فقط با مدرک کارشناسی ارشد از ادامه تحصیل منصرف شد. او در دوره دکتری از طریق یک سمینار با تحقیقات اخیر در زمینه روش‌های ریاضی در امنیت رایانه آشنا شد. او که از این کشف هیجان زده بود، موقعیتی را در شرکت میتر به دست آورد، جایی که این کشف از طریق یکی از دوستان نامزدش نوشته شد و کار خود را در آنجا در سال ۱۹۸۲ در پردازشگر ارتباطات امن (SCOMP) آغاز کرد.
در سال ۱۹۸۸، او از شرکت میتر نقل مکان کرد تا دانشمند اصلی رایانه در سیستم‌های اطلاعات مورد اعتماد در لس آنجلس شود و کارهای مشاوره دفاعی و اطلاعاتی در امنیت رایانه انجام دهد. بعداً او مدیر دفتر سیستم‌های اطلاعات مورد اعتماد لس‌ آنجلس شد و مدرک کارشناسی ارشد مدیریت کسب‌وکار را از دانشگاه کالیفرنیا، لس‌ آنجلس دریافت کرد. در اواخر دهه ۱۹۹۰، سمت او به امنیت رایانه شرکت تغییر پیدا کرد. این شرکت در سال ۱۹۹۶ عمومی شد و در سال ۱۹۹۸ توسط مک‌آفی خریداری شد. او تا سال ۲۰۰۳ به عنوان معاون تحقیقات امنیتی پیشرفته به کار برای همکاران شبکه ادامه داد. او در سال ۲۰۰۳ به مؤسسه علوم اطلاعات پیوست.
در سال ۲۰۲۰، بنزل به عضویت هیئت مدیره انجمن رایانه مؤسسه مهندسان برق و الکترونیک انتخاب شد.

## شناخت
بنزل در سال ۲۰۲۴ به‌خاطر رهبری در ایجاد زمینه آزمایش امنیت سایبری به‌عنوان همکار مؤسسه مهندسان برق و الکترونیک انتخاب شد.